# Softwareudviklingsproces
En softwareudviklingsproces (software development process, software life cycle eller software process) er en struktur man har besluttet at følge når man laver softwareudvikling. Der er forskellige modeller for disse processer, der beskriver forskellige opgaver eller aktiviteter, der skal laves i løbet af processen.
Den ældste model for en softwareudviklingsproces er vandfaldsmodellen.